# Веле (Доња Саксонија)
Веле (њем. Welle) град је у њемачкој савезној држави Доња Саксонија. Једно је од 42 општинска средишта округа Харбург. Према процјени из 2010. у граду је живјело 1.260 становника. Посједује регионалну шифру (AGS) 3353038.

## Географски и демографски подаци
Веле се налази у савезној држави Доња Саксонија у округу Харбург. Град се налази на надморској висини од 49 метара. Површина општине износи 19,9 km². У самом граду је, према процјени из 2010. године, живјело 1.260 становника. Просјечна густина становништва износи 63 становника/km².